# Березняки (Вяземский район)
Березняки — посёлок в Вяземском районе Смоленской области России. Входит в состав Относовского сельского поселения. Население — 132 жителя (2007). 
Расположена в восточной части области в 2 км к западу от Вязьмы, в 0,1 км южнее автодороги М1 «Беларусь», на берегу реки Вязьмы. В 4 км южнее посёлка расположена железнодорожная станция Золотарёвка на линии Москва — Минск. 

## История
Упоминается в писцовых книгах 1594 года как деревня с 3 дворами. В годы Великой Отечественной войны была оккупирована гитлеровскими войсками в октябре 1941 года, освобождена в марте 1943 года.